# トゥーンバ パスタ
トゥーンバ パスタ（朝鮮語: 투움바 파스타、英語: Toowoomba pasta）は、エビとマッシュルームを使用した辛いクリームパスタ。大韓民国（韓国）で人気がある。
元は世界各国でチェーン店展開するステーキレストランであるアウトバック・ステーキハウスが韓国内で2000年代に提供したパスタ料理である。この料理は韓国で爆発的な人気を呼び、韓国国内ではさまざまなレストランで提供されるほど一般化している。多くのコンビニエンスストアで販売され、「トゥーンバパスタの作り方」の動画は、オンライン上に数千存在している。
名称は、オーストラリアで2番目に大きい都市・トゥーンバに由来する。アウトバックステーキハウスはアメリカ合衆国フロリダ州が拠点なのだが、韓国ではオーストラリアと関連付けられている。オーストラリアにとって韓国は4番目に大きな貿易相手国であり、オーストラリアの企業では韓国にオーストラリア製品を紹介する大きな機会ととらえられている（2024年時点）。
2013年にtvNで放映されたドラマ『ゴハン行こうよ』では、ユン・ドゥジュン演じる美食家ク・ドヨンが袋ラーメンと残り物で「超高速トゥーンバスパゲティ」を作っている。
2024年9月には、農心より「辛ラーメントゥーンバ」が発売され、ヒット商品となっている。発売開始2か月でカップ麺と袋麺の累計販売数は1100万個を超していると、農心は発表している。